# Ливањски сир
Ливањски сир је висококвалитетни сир који је почео да се производи у 19. веку у околини Ливна по узору на технологију производње швајцарског сира гријера на породичним фармама.
Ливањски сир зре просечно 60–66 дана у контролисаним условима. Мирис сира је изразит и својствен крашким сиревима. Укус је пун и угодан, а код старијих сирева помало пикантан.